# Corematura
Corematura är ett släkte av fjärilar. Corematura ingår i familjen björnspinnare.
Kladogram enligt Catalogue of Life:
| Corematura | \| \| Corematura abdominalis \| \| \| \| \| \| Corematura chrysogastra \| \| \| \| \| \| Corematura postflava \| \| \| \| |
|            | \| \| Corematura abdominalis \| \| \| \| \| \| Corematura chrysogastra \| \| \| \| \| \| Corematura postflava \| \| \| \| |
|            | Corematura abdominalis |
|            | |
|            | Corematura chrysogastra                                                                                                   |
|            | |
|            | Corematura postflava |
|            | |